# Neidelsbach
Neidelsbach ist ein Wohnplatz auf der Gemarkung des Ahorner Ortsteils Eubigheim im Main-Tauber-Kreis im Nordosten Baden-Württembergs.

## Geographie

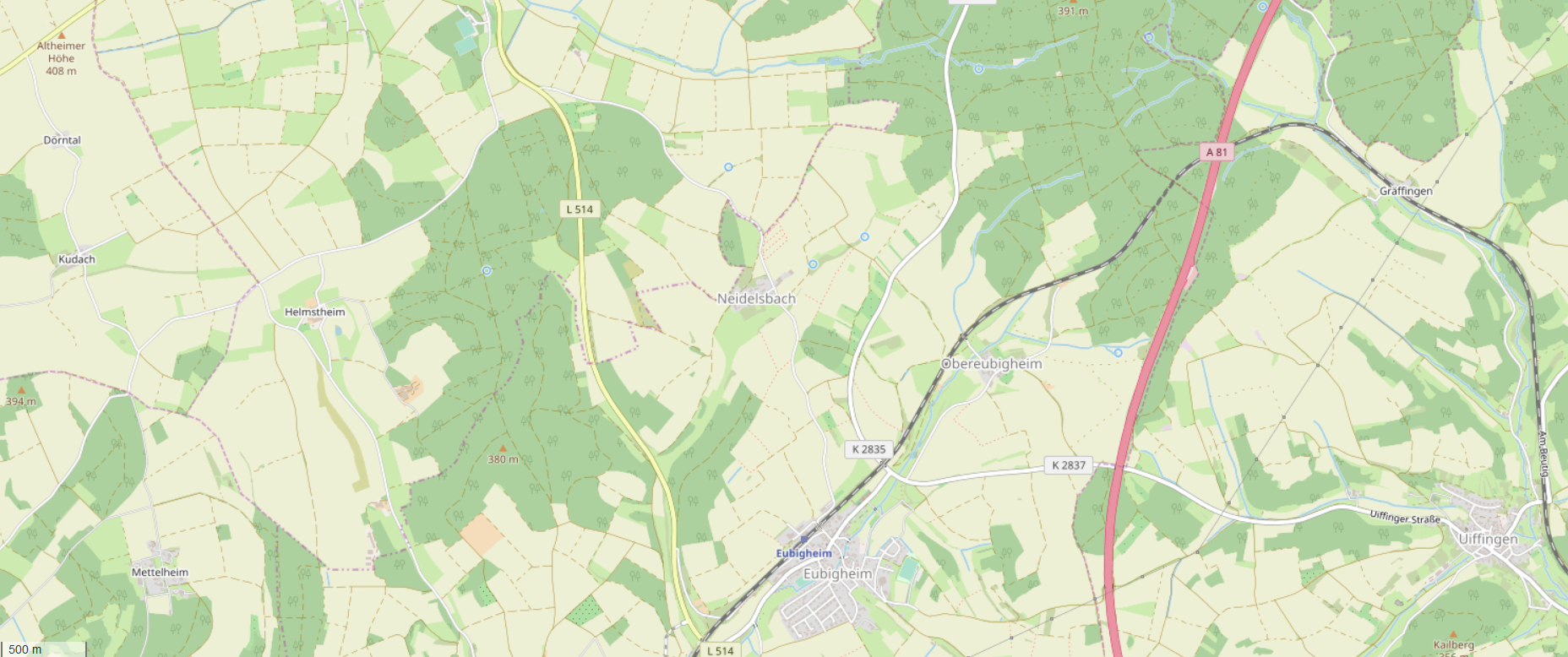
Lage von Neidelsbach

Neidelsbach liegt etwa 1,5 Kilometer nordnordwestlich von Eubigheim, etwa 3,5 Kilometer südwestlich von Buch am Ahorn und etwa drei Kilometer südöstlich von Gerichtstetten.
Der am Wohnplatz vorbeiführende Neidelsbacher Graben entwässert den Ort, bevor er schließlich nach Eubigheim von rechts in den Eubigheimer Bach mündet.

## Geschichte

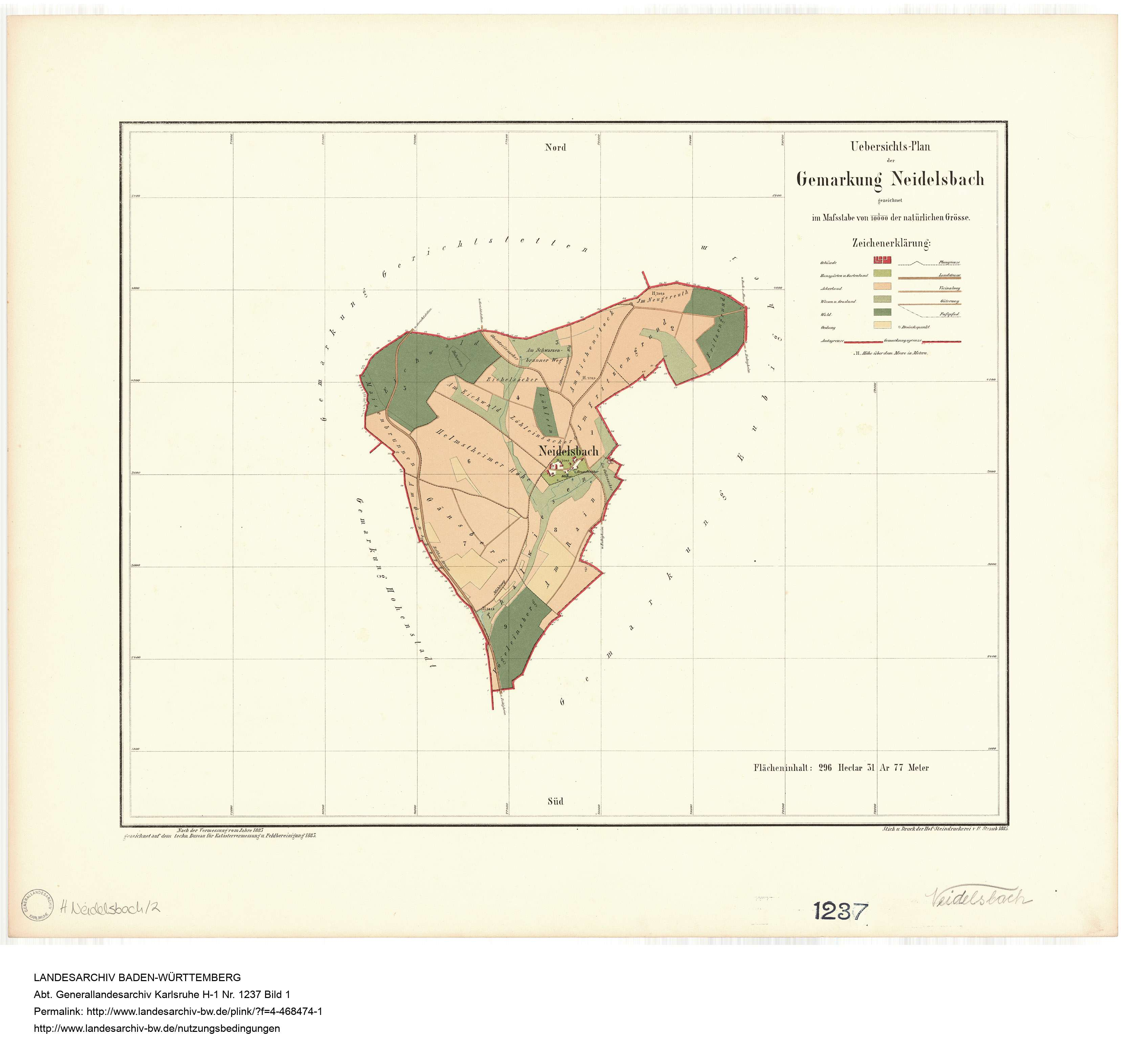
Ehemals eigenständige Gemarkung Neidelsbach, 1885

Bis 1973 gehörte Neidelsbach zur Altgemeinde Gerichtstetten, die heute zur Gemeinde Hardheim im Neckar-Odenwald-Kreis gehört. Im Zuge einer Gebietsreform in Baden-Württemberg wurde Neidelsbach zum 1. Januar 1973 zur Gemarkung des Ortsteils Eubigheim der neu geschaffenen Gemeinde Ahorn im Main-Tauber-Kreis umgegliedert.

## Verkehr
Neidelsbach ist über einen von der L 514 abzweigenden gleichnamigen Wirtschaftsweg (Neidelsbach) zu erreichen. Ein von der K 2837 (Schloßstraße) in Eubigheim abzweigender Wirtschaftsweg (Neidelsbacher Straße) führt ebenfalls nach Neidelsbach.